# Hanna Zaporozjanova
Hanna Oleksandrivna Zaporozjanova (Гáнна Олекса́ндрівна Запорожа́нова) (Lviv, 9 augustus 1979) is een tennisspeelster uit Oekraïne.
In 2000 speelde zij samen met Olena Tatarkova op de Olympische Zomerspelen van Sydney. Hier behaalden ze de tweede ronde. Daarna speelde zij op het US Open samen met Tatjana Poetsjek haar eerste en enige grandslamtoernooi, waar zij in de eerste ronde verloor.
Zaporozjanova speelde twaalf partijen op de Fed Cup voor Oekraïne.